# Стулово (Ярославская область)
Стулово — упразднённая деревня в Ростовском районе Ярославской области России. На момент упразднения входила в состав Дмитриановского сельсовета.

## География
Упразднённая деревня находится в юго-восточной части области, в зоне хвойно-широколиственных лесов, на расстоянии примерно 23 километров (по прямой) к юго-западу от города Ростова, административного центра района. Абсолютная высота — 182 метра над уровнем моря.

### Климат
Климат характеризуется как умеренно континентальный, с умеренно холодной зимой и относительно тёплым влажным летом. Среднегодовая температура воздуха — +3,4 °C. Средняя температура воздуха самого холодного месяца (января) — −11,1 °C (абсолютный минимум — −46 °C); самого тёплого месяца (июля) — +17,3 °C (абсолютный максимум — +36 °C). Годовое количество атмосферных осадков составляет 500—600 мм, из которых большая часть выпадает в тёплый период.

## История
Упразднена в 1995 году.